# Кызыкчуль
Кызыкчуль — деревня в Балахтинском районе Красноярского края России. Входит в состав Грузенского сельсовета.

## География
Деревня расположена в 58 км к западу от районного центра Балахта.

## Население
| 1989 | 2002 | 2010 |
| ---- | ---- | ---- |
| 41   | ↘6   | ↘0   |